# رومان جورجيفيتش بابيان
رومان جورجييفيتش بابايان (بالإنجليزية: Babayan, Roman Georgievich) (من مواليد 7 ديسمبر 1967، باكو، أذربيجان الاشتراكية السوفياتية، اتحاد الجمهوريات الاشتراكية السوفياتية) - سياسي روسي، صحفي تلفزيوني، مقدم برامج تلفزيونية. نائب مجلس دوما مدينة موسكو المنعقد في السابع من سبتمبر 8، 2019.
مقدم البرنامج الحواري الاجتماعي والسياسي للمؤلف «إنها الحقيقة» على قناة إن تي في، والبرنامج التلفزيوني «الحق في الصوت». رئيس تحرير إذاعة «موسكو تتحدث» (منذ 2019).
حاصل على جائزة "ТЭФИ" في ترشيح «مقدم برنامج حواري اجتماعي وسياسي في وقت الذروة» عن برنامج «الحق في التصويت» على قناة TV Center.

## سيرة شخصية
ولد رومان بابيان في 7 ديسمبر 1967 في مدينة باكو في أذربيجان الاشتراكية السوفياتية لعائلة مختلطة روسية أرمنية. في عام 1988 انتقل إلى معهد موسكو للاتصالات في كلية التلفزيون والراديو، وتخرج عام 1991 بدرجة في مهندس البث التلفزيوني والإذاعي يجيد اللغة الإنجليزية والأذربيجانية والتركية، ويعرف اللغة الأرمينية.

## عائلة
الزوجة (منذ 1995) - مارينا تشيرنوفا، في الماضي - مهندسة صوت في شركة الإذاعة والتلفزيون لعموم روسيا ومديرة الأخبار التلفزيونية في REN TV. ولدية ثلاثة أبناء:
- جورجي (مواليد 1995) - درس في معهد الإدارة العامة والإدارة التابع للأكاديمية الرئاسية الروسية للاقتصاد الوطني والإدارة العامة (كلية الدراسات الإقليمية الدولية). تخرج من القضاء في كلية المدرسة العليا للتلفزيون بجامعة موسكو الحكومية، خلال دراسته (من مايو 2017 إلى أكتوبر 2019) عمل كمراسل لقناة TV Center. في عام 2019، أصبح مراسلًا لقناة RT TV ومقدم محطة إذاعية «موسكو تتحدث»
- الألمانية (مواليد 2000)، - تدرس أيضًا في IGSU RANEPA في كلية الدراسات الإقليمية الدولية
- روبرت (مواليد 2011).

## الجوائز
- في عام 1994، مُنح وسام الشجاعة الشخصية بموجب مرسوم رئيس الاتحاد الروسي رقم 158 بتاريخ 17 يناير 1994.
- في عام 2000، بأمر من الأمين العام لحلف الناتو، مُنح ميدالية الناتو «لمشاركته في عملية حفظ السلام التابعة للناتو في كوسوفو»
- في عام 2002، بأمر من وزير الدفاع في الاتحاد الروسي، مُنح ميدالية «لتعزيز الكومنولث القتالي»؛ في عام 2004، بأمر من قائد القوات المحمولة جواً في القوات المسلحة الروسية، مُنح وسام «الإخوان القتالي»
- في عام 2003، فاز بجائزة النخبة الصحفية عن الفيلم الوثائقي العراق. مائة يوم بدون صدام ".
- في عام 2014، بأمر من وزير الدفاع في الاتحاد الروسي، حصل على ميدالية «لضم شبه جزيرة القرم».
- في عام 2018، بموجب مرسوم صادر عن رئيس الاتحاد الروسي، حصل على وسام الميدالية «لخدمات الوطن» من الدرجة الثانية.
- في عام 2017، حصل على جائزة ТЭФИ في ترشيح "مضيف البرامج الحوارية الاجتماعية والسياسية في وقت الذروة" في فئة"

## المشاريع
- من بين المشاريع العديدة، تبرز الأعمال التالية التي قام بها بابيان:
- 1999: “كردستان التركية. خمسة عشر عامًا من الحرب "- بث RTR
- 2000: «القاعدة» - بث RTR
- 2003: العراق. مائة يوم بدون صدام - إذاعة «القناة الأولى».
- 2003: سانتياغو. تشيلي. بعد 30 عاما - بث «القناة الأولى».
- 2004: «الصيغة الأمريكية للحرية» - إذاعة «القناة الأولى»
- 2004: «متاهة تسخينفالي» - إذاعة «القناة الأولى».
- 2005: «أفغاني روسي» - إذاعة «القناة الأولى»
- 2016: كتاب “إقليم الحرب. إعداد التقارير حول العالم من النقاط الساخنة"

## وصلات خارجية
- الملف الشخصي على الموقع الإلكتروني لدوما مدينة موسكو نسخة محفوظة 13 ديسمبر 2021 على موقع واي باك مشين.
- قارن رومان بابيان BBC و UNIAN و VGTRK
- يوم الجمعة الحقيقي